# Leo Löwenthal
Leo Löwenthal (3. listopadu 1900 – 21. ledna 1993) byl německo-americký sociolog, představitel tzv. Frankfurtské školy. Zabýval se především sociologií literatury a populární kultury.

## Život
Narodil se v židovské rodině ve Frankfurtu nad Mohanem. Roku 1926 se stal členem tamního Institut für Sozialforschung. Spolu s dalšími jeho členy uprchl z Německa roku 1933 po uchopení moci nacisty a jako většina ostatních zamířil do USA. Po válce zde již zůstal, pracoval dlouho pro stanici Hlas Ameriky, nakonec zakotvil na Univerzitě v Berkeley. V letech 1980–1987 frankfurtské nakladatelství Suhrkamp připravilo jeho sebrané spisy v pěti dílech (Literatur und Massenkultur, Das bürgerliche Bewußtsein in der Literatur, Falsche Propheten. Studien zum Authoritarismus, Judaica. Vorträge. Briefe, Philosophische Frühschriften) a jeho dosud nesoustavné a rozptýlené dílo tak získalo jasný tvar.